# Manuel Felício
Manuel da Rocha Felício (ur. 6 listopada 1947 w Mamouros) – portugalski duchowny rzymskokatolicki, biskup Guarda w latach 2005–2024.

## Życiorys
Święcenia kapłańskie otrzymał 21 października 1973 i został inkardynowany do diecezji Viseu. Był m.in. wicerektorem miejscowego seminarium, dyrektorem instytutu teologicznego, a także przewodniczącym Centrum Duszpasterskiego.
21 października 2002 papież Jan Paweł II mianował go biskupem pomocniczym Lizbony, ze stolicą tytularną Aquae Flaviae. Sakry biskupiej udzielił mu 15 grudnia 2002 bp António Ramos Monteiro.
21 grudnia 2004 został mianowany biskupem koadiutorem diecezji Guarda. Rządy w diecezji objął 1 grudnia 2005 po przejściu poprzednika na emeryturę.
20 grudnia 2024 papież Franciszek przyjął jego rezygnację z pełnionego urzędu, złożoną ze względu na wiek.